# 小行星7004
小行星7004（英語：7004 Markthiemens）是一颗围绕太阳公转的小行星。1979年7月24日，舒爾特·巴斯在赛丁泉山发现了此天体。
这颗小行星的绝对星等为173.3791533835762等。